# Juan de Sada y Amézqueta

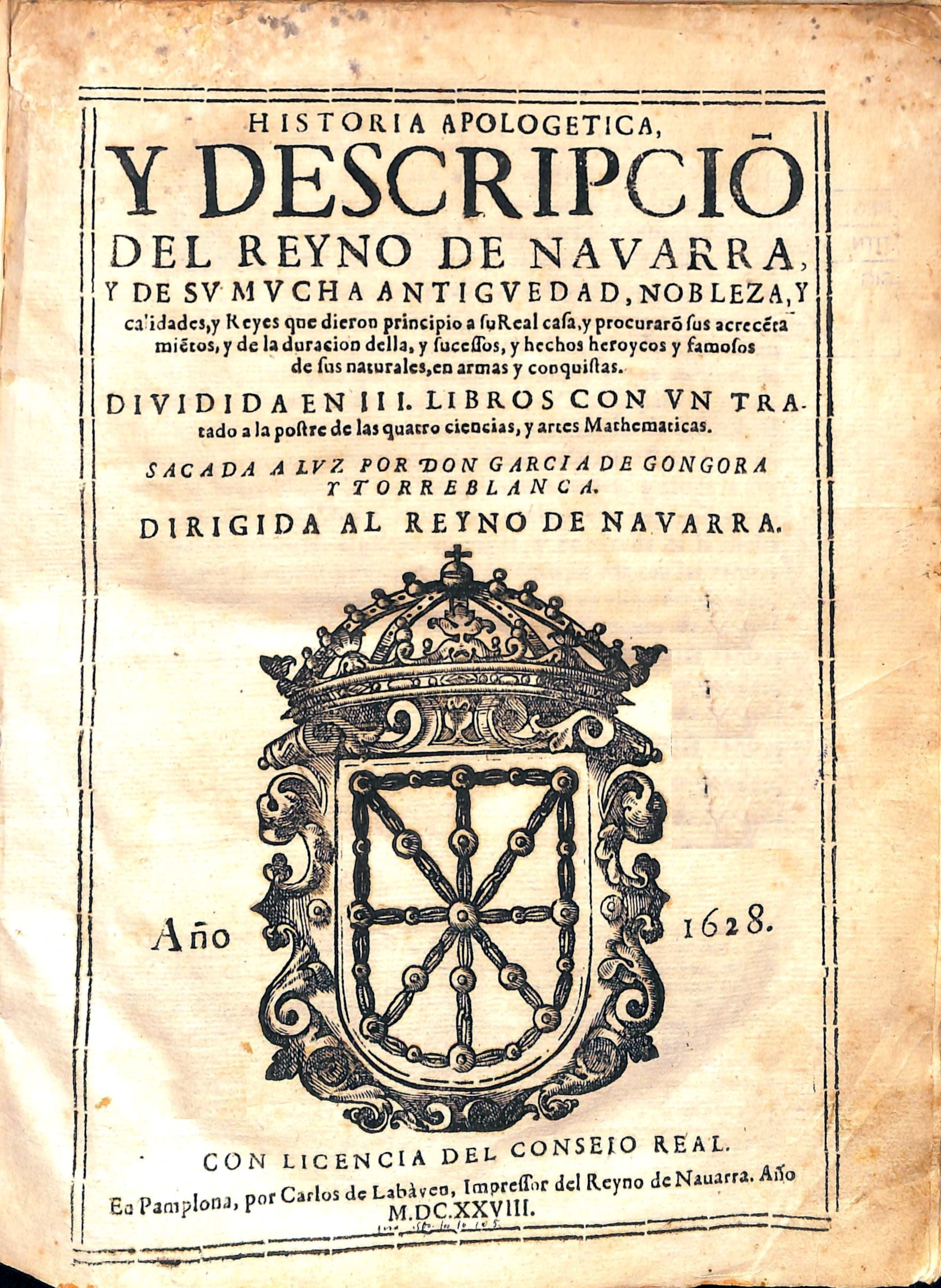
Portada de la Historia apologética del Reyno de Navarra

Juan de Sada y Amézqueta es un escritor navarro, fallecido en Pamplona hacia 1650, al que se atribuye la autoría o, cuando menos, la participación en la edición de la Historia apologética y descripción del Reino de Navarra. Es uno de los historiadores navarros que figuran en lo medallones situados en el friso de la fachada del antiguo Archivo General de Navarra, unido actualmente al Palacio de Navarra.

## Biografía
Juan de Sada y Amézqueta describe así su trayectoria en la carta pública que dirigió a Bartolomé Leonardo de Argensola en 1628:

Mis nobles apellidos y artes matemáticas y liberales que profeso en grado tan superior que abonan y acreditan lo que yo escribo, como se ha visto después que pasé […] en la universidad de Salamanca, en Roma y otras partes, y haber bojado [navegado] tantas provincias del mundo por tierra y por mar en la profesión de las armas y de ingenios. Y aún, después que me retiré a este Reino [de Navarra] ocupándome en cosas muy grandiosas del servicio de Su Majestad y, en particular, en las conferencias que con franceses se tuvieron sobre los confines de la parte nordeste y Roncesvalles, terminando líneas y haciendo descripción y mapa de todos ellos y de las convecinas tierras.

Se le supone autor, bajo el seudónimo de García de Góngora y Torreblanca, de la Historia apologética y descripción del Reyno de Navarra y de su mucha antigüedad, nobleza y calidades y reyes que dieron principio a su real casa, publicado en Pamplona en 1628.
En 1632, Sada publicó un Memorial en favor de los habitantes de la Baja Navarra en la que defiente los derechos políticos de los vecinos de la Baja Navarra, incluye en esa publicación una cédula real de 1624 que los consideraba franceses, y por ello embargables sus bienes en el Reino de Navarra: esa cédula fue ratificada por el Consejo Real, refiriendo acciones de esos navarros favorables a la unión del Reino de Navarra con el de Castilla. Por último recoge una cédula de Felipe II, que ordena que los originales de la Baja Navarra podían gozar de los oficios y beneficios en la Alta.

## Crítica historiográfica

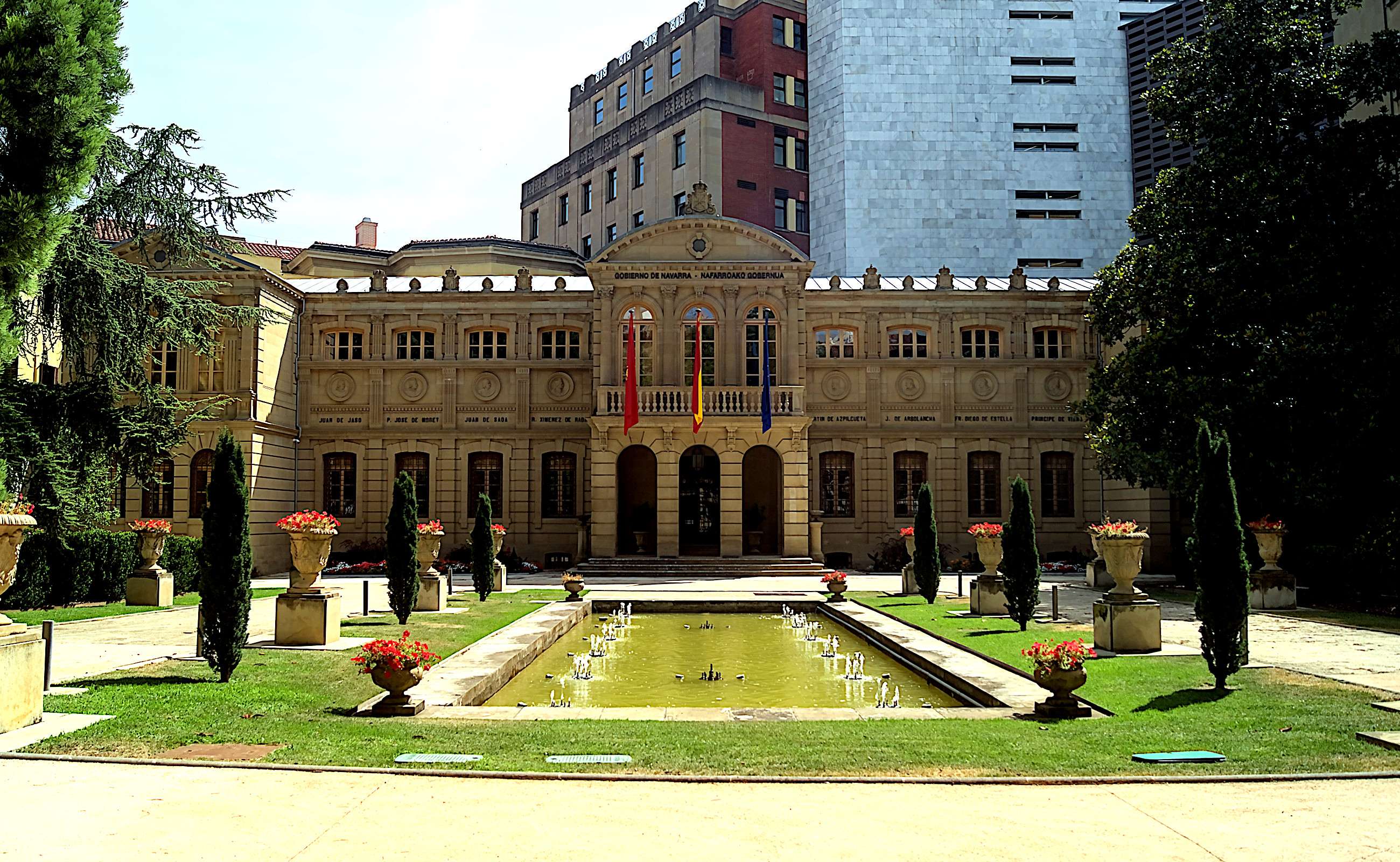
Fachada del antiguo Archivo General de Navarra. El tondo con la imagen de Juan de Sada [y Amézqueta] es el tercero por la izquierda

La autoría de la Historia apologética se atribuye por primera vez a Juan de Sada y Amézqueta en la carta que Juan Briz Martínez, abad de San Juan de la Peña, dirige a Bartolomé Leonardo de Argensola, en la que critica y refuta el contenido de este libro, del que dice "sale a nombre de don García de Góngora y Torreblanca; y se dice en aquella ciudad [Pamplona] que lo ha compuesto un ludi magister, enseñante a escribir". Juan de Sada y Amézqueta dio respuesta a esa crítica en una carta dirigida a Argensola en la que niega ser el autor del libro, pues considera que si fuese suyo no habría necesitado ocultar su nombre: "porque a ser obra mía, no tuviera para qué ocultar mis nobles nombres", y a continuación proporciona sus datos biográficos y méritos profesionales.

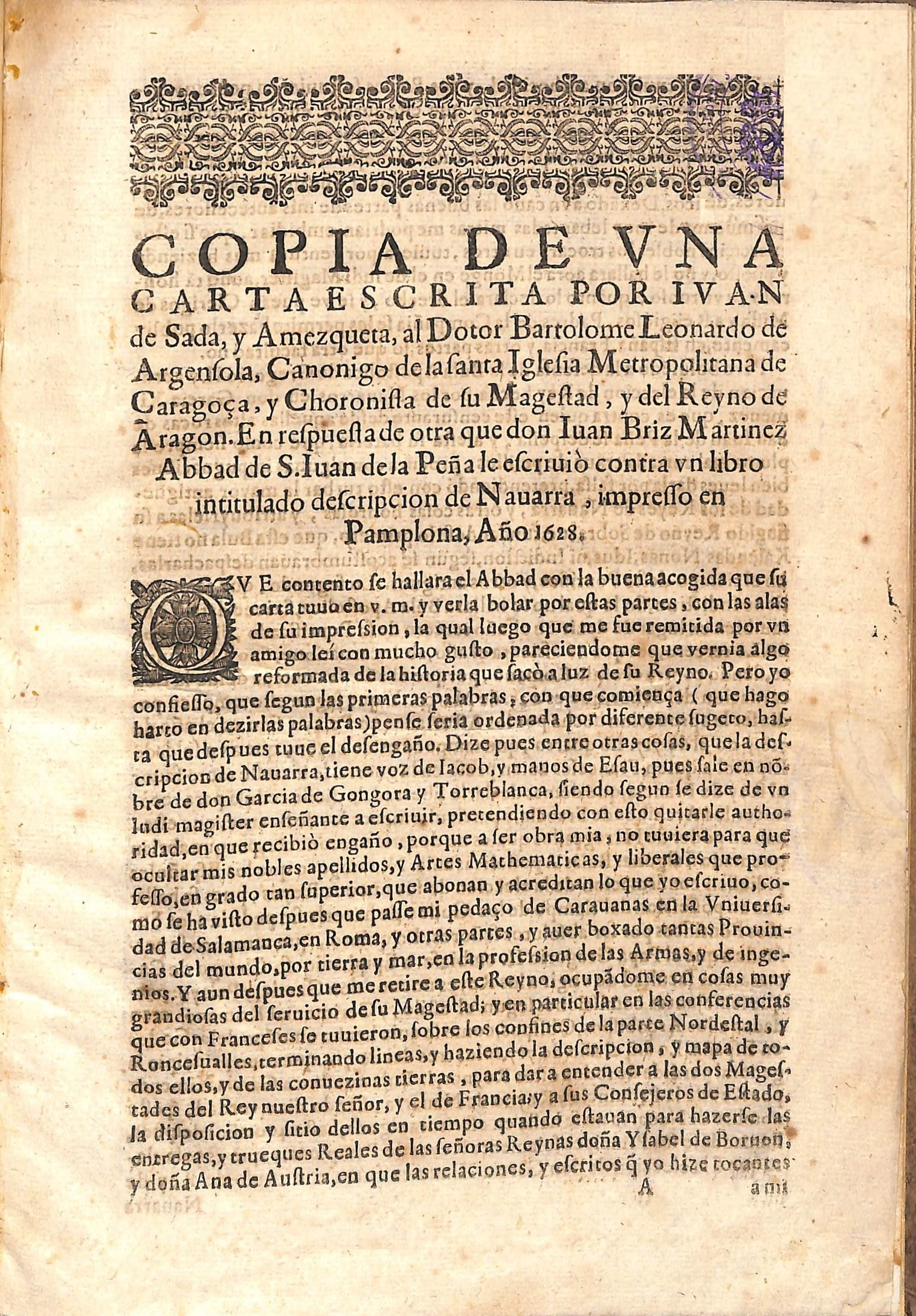
Carta Juan de Sada (1622) a Juan Briz

A pesar del rechazo de la autoría por parte de Juan de Sada y Amézqueta, el hecho de que se hiciera cargo de la defensa del libro ha dado lugar a que se le haya atribuido la publicación. No obstante la crítica historiográfica se inclina por considerar que la Historia apologética es "una obra coral, tras la que está la intelectualidad navarra de la época, es decir el sector de juristas partidarios de las tesis navarristas y la clerecía que tiene acceso a los archivos históricos de Navarra, todos ellos unidos por el nexo común de pertenencia a los Brazos asistentes a las Cortes del Reino". Floristán apunta la posibilidad de una doble autoría: Juan de Sada y Amézqueta y Juan de Rada, oidor del Consejo Real de Navarra,,por la que el primero de ellos intervendría en el apartado de la descripción geográfica de Navarra, cuestión afín con su práctica como agrimensor, puesto que participó en la fijación de límites entre Navarra y Francia.
En la polémica suscitada por la Historia apologética, Juan Briz insinuó que el autor de libro era un maestro de niños de Pamplona y de ello deducía la falta de rigor histórico de la publicación, esta afirmación ma ha dado lugar a que se confunda a Juan de Sada y Amézqueta, quien declara que, entre otras actividades, se ha dedicado a la docencia pero no de manera profesional, con Juan de Sada, maestro de escuela de Pamplona en aquellos años.